# Loreto (Italia)
Loreto es un municipio y localidad italiana de la provincia de Ancona, en las Marcas. Con una población de 12 006 habitantes, es sede de la basílica de la Santa Casa, un popular lugar católico de peregrinación. 

## Geografía
Loreto se encuentra a 127 m sobre el nivel del mar, en la ribera derecha del río Musone. Está a 22 km de ferrocarril al sursureste de Ancona. Como muchos otros lugares en Las Marcas, permite buenas vistas de los Apeninos al Adriático.

## Demografía
| Gráfica de evolución demográfica de Loreto entre 1861 y 2001 |
|                                                              |
| Fuente ISTAT - elaboración gráfica de Wikipedia              |

## Lugares de interés
Los principales monumentos de Loreto ocupan los cuatro lados de la plaza: el colegio de los jesuitas, el Palazzo Comunale (anteriormente Palazzo Apostolico), diseñado por Bramante, con una galería de arte con obras de Lorenzo Lotto, Simon Vouet y Annibale Carracci, así como una colección de mayólica, y el Santuario de la Santa Casa (Santuario della Santa Casa).
La ciudad tiene además una maciza línea de murallas diseñadas por Antonio da Sangallo el Joven, que se erigieron en 1518 y se reforzaron en el siglo XVII.

## Ciudades hermanadas
- Loreto (México-Perú)
- Mariazell (Austria)
- Fátima (Portugal)
- Altötting (Alemania)
- Częstochowa (Polonia)
- Nazaret (Israel)
- Iquitos (Perú)
- Loreto (Argentina)